# Gosport (Alabama)
Gosport és una comunitat no incorporada al comtat de Clarke, Alabama, Estats Units. Gosport també és a prop de la localitat no incorporada de Whatley, les dues es confonen normalment entre si i de vegades es consideren el mateix lloc. El prefix telefònic és 251, i el codi postal és 36482. Gosport està on Claiborne Bridge creua el riu Alabama cap al comtat de Monroe.
Woodlands, també anomenada Frederick Blount Plantation, és una plantació històrica a Gosport. La casa va ser afegida al Registre Nacional de Llocs Històrics el 28 d'abril de 1980, degut  a la seva importància arquitectònica.
En el cens dels Estats Units de 1850 Gosport tenia una població de 500 habitants, fent que fos aleshores la comunitat més gran del comtat de Clarke, el doble que la segona comunitat més gran de Choctaw Corner, que avui és Thomasville.